# Butler (Alabama)
Butler és una població dels Estats Units a l'estat d'Alabama. Segons el cens del 2006 tenia 1.770 habitants.

## Demografia
Segons el cens del 2000, Butler tenia 1.952 habitants, 823 habitatges, i 547 famílies. La densitat de població era de 134,6 habitants/km².
Dels 823 habitatges en un 30% hi vivien nens de menys de 18 anys, en un 49% hi vivien parelles casades, en un 14,7% dones solteres, i en un 33,5% no eren unitats familiars. En el 32,3% dels habitatges hi vivien persones soles el 13% de les quals corresponia a persones de 65 anys o més que vivien soles. El nombre mitjà de persones vivint en cada habitatge era de 2,21 i el nombre mitjà de persones que vivien en cada família era de 2,78.
Per edats la població es repartia de la següent manera: un 22,1% tenia menys de 18 anys, un 7,1% entre 18 i 24, un 25,2% entre 25 i 44, un 25% de 45 a 60 i un 20,6% 65 anys o més.
L'edat mediana era de 42 anys. Per cada 100 dones hi havia 84 homes. Per cada 100 dones de 18 o més anys hi havia 76,5 homes.
La renda mediana per habitatge era de 35.302 $ i la renda mediana per família de 43.056 $. Els homes tenien una renda mediana de 38.750 $ mentre que les dones 20.700 $. La renda per capita de la població era de 18.221 $. Aproximadament el 13,3% de les famílies i el 14,9% de la població estaven per davall del llindar de pobresa.

## Poblacions més properes
El següent diagrama mostra les poblacions més properes.